# 中国—捷克关系
中国—捷克关系（捷克語：Čínsko-České vztahy）是指歷史上的中國和捷克、以至現今中華人民共和國和捷克共和國之間的雙邊關係。

## 歷史

### 1910年代至1960年代
1918年前，捷克作為奧匈帝國的一部份，中捷關係屬中奧關係的一部份。1918年，隨著奧匈帝國在第一次世界大戰中戰敗而陷入分裂，捷克斯洛伐克在此時宣告獨立。中華民國於翌年6月18日承認捷克斯洛伐克，但直至1930年12月5日兩國才正式建立公使級外交關係。中華民國在兩國建交翌年起開始派駐捷克斯洛伐克公使，首任中華民國駐捷克公使由駐波蘭公使王廣圻兼任，於1936年改為專使。
1939年，捷克斯洛伐克被納粹德國吞併，捷克斯洛伐克跟隨納粹德國承認汪精衛政權和滿洲國。在納粹德國未完全吞併捷克斯洛伐克之前，滿洲國曾與捷克斯洛伐克建立短暫之外交關係。滿洲國曾派出一任駐捷克斯洛伐克公使，名為吕宜文。中華民國與捷克斯洛伐克於同年斷交，中華民國改為承認於英國倫敦的捷克斯洛伐克流亡政府為捷克斯洛伐克之合法政權，由時任駐荷蘭公使金問泗兼任駐捷克斯洛伐克流亡政府公使。1944年7月25日，中華民國與捷克斯洛伐克流亡政府的外交關係升為大使級。

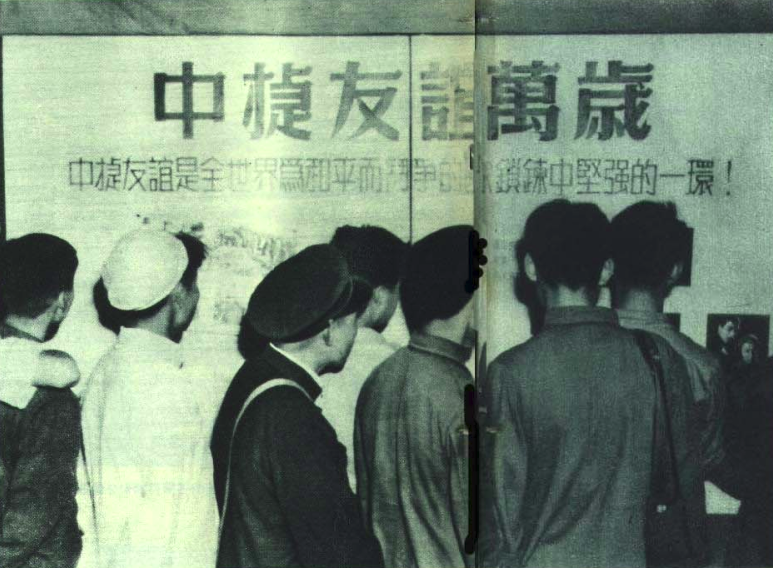
1951年5月28日，中国政府在北京劳动人民文化馆举办“新捷克斯洛伐克展览会”

1945年，德國在第二次世界大戰中戰敗，捷克斯洛伐克恢復獨立，中華民國和捷克斯洛伐克於同年復交。中華民國在同年7月30日恢復在捷克斯洛伐克布拉格的大使館，並繼續由時任駐捷克斯洛伐克流亡政府大使金問泗擔任駐捷克斯洛伐克大使。1949年10月4日，捷克斯洛伐克宣告與中華人民共和國建交，中華民國在此前一天關閉駐捷克斯洛伐克大使館。而中華人民共和國則在翌年5月起開始派駐捷克斯洛伐克大使。首任中華人民共和國駐捷克斯洛伐克大使谭希林於1950年9月13日向時任捷克斯洛伐克總統克莱门特·哥特瓦尔德遞交國書。1960年，由於中蘇交惡，中華人民共和國與作為蘇聯衛星國的捷克斯洛伐克的關係亦隨之惡化。直至1986年，兩國關係才回復正常。

### 捷克独立後
1989年11月，天鵝絨革命爆發，捷克斯洛伐克共產黨政權倒台，瓦茨拉夫·哈维尔成為捷克斯洛伐克總統。哈維爾上任後，捷克斯洛伐克與中華人民共和國就台灣問題、西藏問題及人權問題上產生分歧，兩國關係出現緊張。1990年2月，哈維爾邀請達賴喇嘛訪問捷克。其後，哈維爾亦邀請時任中華民國外交部次長章孝嚴訪問捷克，導致中華人民共和國政府不滿。
1993年1月1日，天鵝絨分離以後，捷克斯洛伐克分裂為捷克和斯洛伐克兩個國家。中華人民共和國在同日承認捷克並與其建立外交關係。經中華人民共和國和捷克商定，兩國沿用中華人民共和國與捷克斯洛伐克的建交日，即1949年10月6日為建交日。翌年10月，時任中華人民共和國外交部副部長戴秉国與時任捷克外交部副部長翁德拉簽署換文協議，確認中華人民共和國和捷克斯洛伐克在天鵝絨分離之前所簽署之條約和協定繼續有效。1995年6月，時任中華民國行政院院長連戰應邀訪問捷克，以及同年10月捷克支持中華民國重返聯合國二事，導致中華人民共和國和捷克關係再度惡化，中華人民共和國隨即暂停了中華人民共和國與捷克之間副部长级以上官员的来往。同年年底，時任捷克總理瓦茨拉夫·克劳斯公開表示支持一個中國原則，兩國關係才回復正常。
捷克總統澤曼於2015年訪問北京，宣稱中國領導人習近平是他的「最好的朋友」。習近平2016年訪問布拉格時，澤曼將他的中歐國家稱為「中國投資擴張的永不沉沒的航空母艦」。

### 逐渐交恶
2018年11月，亲台倾向的兹德涅克·赫日布担任布拉格市长，表態反對一個中國，中捷关系再次受到影响。中华人民共和国方面開始取消與布拉格有關的藝術團體在華演出。2019年10月7日布拉格单方面终结与北京的友好城市关系。作为回应，同月9日北京也发出终结布拉格市友城关系的声明。之后，2020年1月13日布拉格与台北市签署缔结姐妹市的协议。14日，上海市也宣布解除与布拉格的姐妹市关系。
2019年的中華民國雙十國慶酒宴上，捷克參議院議長柯佳洛接受中華民國駐捷克代表處邀請，公開承諾將於2020年中華民國總統選舉後訪問台灣。不過柯佳洛因心臟病於2020年1月20日突然去世。其遺孀與女兒接受捷克媒體專訪時，公開指控捷克總統府與中华人民共和国駐捷克大使館威脅恐嚇逼迫其取消訪台，中华人民共和国驻捷克大使张建敏接受捷克《议会报》采访时回应称“对库贝拉先生猝然离世感到难过”、“库贝拉先生接受捷克广播电台采访时谈到中国大使一直以‘非常正确’的方式对待他”。繼任的參議院議長維特齊於6月9日表示將會於8月率團訪問台灣。中国驻捷克大使馆則警告維特齊的訪問是公然支持台獨分裂勢力，侵犯中國國家主權和領土完整，将破坏中捷未来的合作。
2020年8月30日，捷克参议院议长韋德齊率领包括8名参议院、布拉格市市长賀吉普、36家企业的代表，以及学术界、文化界、科学界人士在内的89人代表团访问台湾，是45年以来在中华民国立法院第一位发表演讲的外国议长。8月31日，中华人民共和国外长王毅就捷克参议院议长访台表示“在台湾问题上挑战一个中国原则，就是与14亿中国人民为敌，对于捷克参议长的公开挑衅及其背后的反华势力要让其为自己的短视行为和政治投机付出沉重代价”。中国外交部副部长秦刚约见捷克驻华大使佟福德（Vladimir Tomsik），就捷克议会参议院主席维斯特奇尔访台提出严正交涉。捷克外交部长同日宣布召见中国驻捷克大使。佩特日切克说，中方此前的言论已经“突破了界线”。

### 关系缓和
2021年7月7日，中共中央总书记、中国国家主席习近平与捷克总统米洛什·泽曼通电话，两国关系开始缓和。2023年1月9日，中共中央总书记、中国国家主席习近平与捷克总统泽曼举行视频会晤，双方同意加强两国经贸投资等领域合作。

### 关系再恶化
2023年1月30日，捷克總統當選人帕維爾於傍晚與中华民国總統蔡英文舉行電話會議，雙方通話15分鐘。国台办发言人马晓光、中华人民共和国外交部发言人毛宁皆批評此事，稱此違反一個中國原則、严重干涉中国内政。
2024年，中华人民共和国宣布单方面给予部分欧洲国家免签证入境待遇，但捷克被排除在外。
捷克政府在2025年指控中國駭客攻擊外交部、讀取文件，並因此事召見中國駐捷克大使。同年由於彼得·帕維爾與十四世達賴喇嘛會面，中华人民共和国外交部宣布不與帕維爾來往。
2024年3月，候任中華民國副總統蕭美琴訪捷，與時任參議院議長韋德齊等人會面，引發中國不滿。當地媒體報導，一名中国驻捷克大使馆武官涉嫌駕車跟蹤蕭美琴的車隊且差點發生車禍。事後捷克外交部意圖將其驅逐出境，但後不果。
隔年捷克軍事情報局證實，該起事件由中國大使館軍事處策畫。中國意圖監視、跟蹤並恐嚇蕭美琴，是首次在歐洲進行類似行動。

## 要員互訪
自中華人民共和國和捷克建交以來，雙方曾多次互訪。1987年4月，時任捷克斯洛伐克總理卢博米尔·什特劳加尔訪華，成為首位訪華的捷克政府首腦。1988年9月，時任捷克斯洛伐克總統古斯塔夫·胡萨克訪華，為捷克國家元首首次訪華。中華人民共和國方面，1987年6月，時任中國國務院總理、中共代總書記趙紫陽訪問捷克斯洛伐克，成為首位訪問捷克的中國政府首腦。
2014年10月，捷克總統米洛什·澤曼與中共中央總書記、中國國家主席習近平在北京會面。澤曼提議開設布拉格至上海航線，並在四川省成都市建立新總領事館。澤曼後來亦與中國銀行代表和中華人民共和國國務院總理李克強會面。
2015年3月17日，捷克总统顾问、前副总理兼外长科胡特一行莅临四川省自贡市考察，决定就自贡市通用机场建设上进行合作。同年5月27日，捷克航空航天协会与自贡市相关团体达成轻型飞机生产合作共识，签署了合作备忘录。
2016年3月，习近平访问捷克，这是中国国家主席第一次访问捷克，亦是继赵紫阳后第二位访问该国的中共中央总书记。
2017年5月，捷克总统泽曼赴北京出席一带一路国际合作高峰论坛。

## 经济
2021年，根据捷克方面的统计数据，中华人民共和国和捷克双边贸易总额达383亿美元，捷克对中华人民共和国出口30亿美元，捷克自中华人民共和国进口353亿美元。截至2015年3月，捷克是中華人民共和國在中歐及東歐地區的第二大貿易夥伴。2014年，中華人民共和國和捷克的雙方貿易額為109.8億美元，其中中華人民共和國向捷克出口額為79.9億美元，而捷克向中華人民共和國出口額為29.9億美元。
1993年2月，中華人民共和國和捷克之海關事務合作協定生效。同年10月，中華人民共和國和捷克簽訂兩國政府貿易協定。2004年4月，中華人民共和國和捷克再簽署《中华人民共和国政府和捷克共和国政府经济合作协定》。翌年12月，兩國再簽署《中华人民共和国政府与捷克共和国政府关于促进和相互保护投资协定》及总金额约4.7亿美元的商务合作文件。2009年8月，中華人民共和國和捷克簽訂《中华人民共和国政府和捷克共和国政府对所得避免双重征税和防止偷漏税的协定》。2014年10月，中華人民共和國和捷克簽訂《中华人民共和国国家能源局与捷克共和国工业和贸易部关于民用核能合作的谅解备忘录》、《促进中捷企业双向投资银行间合作协议》。
| 年份                                   | 中国向捷克出口 | 中国自捷克进口 | 双边贸易总额 | 中国贸易顺差 |
| -------------------------------------- | -------------- | -------------- | ------------ | ------------ |
| 2014年                                 | 79.9           | 29.9           | 109.8        | 50.0         |
| 2015年                                 | 82.26          | 27.82          | 110.08       | 54.44        |
| 2016年                                 | 80.59          | 29.48          | 110.07       | 51.10        |
| 2017年                                 | 87.93          | 36.95          | 124.89       | 50.98        |
| 2018年                                 | 119.10         | 43.99          | 163.09       | 75.11        |
| 2019年                                 | 129.73         | 46.28          | 176.01       | 83.45        |
| 2020年                                 | 137.39         | 51.33          | 188.71       | 86.06        |
| 2021年                                 | 151.09         | 60.54          | 211.62       | 90.55        |
| 2022年                                 | 182.27         | 54.19          | 236.47       | 128.08       |
| 2023年                                 | 162.9          | 52.2           | 215.1        | 110.7        |
| 2024年                                 | 175.4          | 56.9           | 232.3        | 118.5        |
| 数据来源：中国海关，华经产业研究院整理 |                |                |              |              |

## 一带一路
2015年11月，捷克和其他4個中東歐國家與中國簽署了「一帶一路」建設諒解備忘錄，成為最早與中國簽署「一帶一路」合作文件的歐洲國家之一。 捷克作為歐洲的「心臟」，是進入歐洲的門戶。中國學者認為，捷克將成「一帶一路」和人民幣國際化重要支點。

## 文化關係
中華人民共和國和捷克曾分別在2004年、2008年、2011年和2014年簽署《中华人民共和国文化部和捷克共和国文化部文化合作议定书》。
2007年，捷克首座孔子學院於帕拉茨基大学正式設立。2015年8月18日，成都四川博物馆与捷克中波西米亚博物馆签署展览合作协议，同年的9月9日，捷克中波希米亚州历史文化展《谦虚与尊严——捷克中波西米亚州历史文化展》在四川博物馆正式开幕，包括扎多维克镇的凯尔特英雄头颅、音乐家德沃夏克手写乐谱和画家约瑟夫･拉达的画作等历史文化展品及复制品共196件，展期一个月。

## 医疗援助
二战期间，有捷克斯洛伐克医生弗·基什（Dr. F. Kisch）参加援华医疗队，贵阳森林公园中刻有医疗队员的名字。

## 外部連結
- 捷克駐華大使館官方網站（简体中文）（英文）（捷克文）
- 中華人民共和國駐捷克共和國大使館官方網站（简体中文）（捷克文）
  - 中華人民共和國駐捷克共和國大使館經濟商務處官方網站（简体中文）